# Jean-François Mourgues
Jean-François Mourgues, né le 18 juillet 1962 en Languedoc-Roussillon, est un pilote de rallye français.

## Biographie
Il fait ses débuts en compétition automobile en fin de saison 1981, sur Simca Rallye 3.
Il dispute à 23 reprises le Critérium des Cévennes.
Il est désormais chef d'entreprise de Maison Guitard.
Pilote officiel Mercedes, Alfa Roméo, BMW et semi officiel Subaru France.
Ses autos: Simca Rallye 3, Opel Kadett GTE, Opel Ascona, Alfa GTV6, Visa 1000 pistes, Alfa 334 Gr A, Mercedes 190 16v Gr A, BMW M3, Subaru Impreza Gr A, Subaru Impreza WRC, 206 WRC, 307 WRC, DS3 WRC, Porsche 911, Ford Escort MKII.
Aujourd'hui il dispute une fois par an le Critérium des Cévennes, toujours pour un podium.
Son cheval de bataille est désormais le rallye historique (débuts au Cévennes GT2i Classic en 2010, et 5 participations aux Legends Boucles en Belgique depuis 2011 notamment, au volant d'une Opel Ascona I2000 Gr 2 et en 2015 d'une Ford Escort MKII).
Depuis 2014 il pilote une Porsche 911 Gr4 de chez Alméras avec laquelle il a effectué le Tour de Corse Historique, Critérium des Cévennes, le Rallye du Var et le Fleurs et Parfums en 2015. 
Il conduit également une Ford Escort Gr4 depuis 2015 (Legends Boucles de Bastogne et Rallye du Dauphiné).
Il aura entre autres été accompagné en tant que copilotes de Denis Giraudet (plus de 150 participations en mondial avec Auriol, Kankkunen, Bugalski, Novikov...), de Dominique Serieys (ex. Patron Mitsubishi Rallye Raid, et membre de la FFSA), de Guilhem Zazurca (champion de ligue), de Stéphane Prévot (copilote en championnat du monde) ou encore de  Johan Jalet (copilote Belge), Cathy Manoel et bien sûr "Duche".
Il aurait pu finir Espoir Échappement en 1986, mais il termina finalement deuxième derrière un certain François Delecour.

## Titres
- Champion de France des rallyes Terre: 2001, sur Subaru Impreza WRC  (copilote Guilhem Zazurca);
- Coupe de France des rallyes: 1997 à Saint-Marcellin, sur Subaru Impreza GT A8 (copilote G. Zazurca; comité Languedoc-Roussillon);
- Vainqueur de la Ligue Languedoc Roussillon à plusieurs reprises.

## Victoires nationales

### Asphalte
- Critérium des Cévennes: 2001 sur Subaru Impreza S5 WRC '99, et 2009 sur Peugeot 307 WRC (copilote Denis Giraudet, pour le Bozian Racing team) (2e en 1998,1999, 2000, 2008, 2011 et 2013);

Ronde Cévenole 1998 sur Subaru Impreza Gr A;
Rallye du Var 2014 sur Porsche 911 Gr4 de chez Alméras. 

### Terre
- Rallye Terre de l’Auxerrois: 2001;
- Rallye Terre du Diois: 2001;
- Rallye Terre de Langres: 2001.

### Amateur
- Ronde Cévenole: 1997 sur BMW M3, et 1998 sur Subaru Impreza;
- Critérium des Cévennes: 1998 sur Subaru Impreza.
- Rallye du Gard
- Rallye du Lozère
- Rallye du Printemps
- Rallye du Cigalois
- Rallye du Lodèvois
- Rallye du Cabardes
- Rallye des Fenouillèdes
- Rallye de la Montagne Noire
- Rallye du Vivarais
- Rallye de l'Esculape
- Rallye du Golf
- Rallye des Hauts Cantons
- Rallye du Vallespir
- Rallye Uxello Capdenac